# Piz Cristanas
Der Piz Cristanas (auch Piz Cristannes, 3091 m ü. M.) ist einer der bedeutendsten Gipfel der Sesvennagruppe. Er liegt nordöstlich von S-charl im Unterengadin und südwestlich des Schlinigpasses, dem Talende des Schlinigtals im Vinschgau. Der Piz Cristanas befindet sich zur Gänze auf Schweizer Gebiet, nur etwa 500 Meter westlich der Staatsgrenze zu Italien. Er ist der höchste Gipfel der Bergkette, die das Val Sesvenna im Norden begrenzt, zu der auch der benachbarte, wenig niedrigere Piz Rims (3067 m ü. M.) zählt, über den die Grenze verläuft. Der Piz Cristanas wurde bereits 1840 vom österreichischen Topografen Johann Jakob Staffler unter der Bezeichnung Kristans erwähnt und als „mächtig hervorragender Koloss“ bezeichnet.

## Lage und Umgebung
Der Piz Cristanas ist der höchste Punkt eines Bergstocks nördlich des Val Sesvenna. Er entsendet drei nicht sonderlich ausgeprägte Grate. Im Nordwesten ist er durch die Fuorcla Cornet (2853 m ü. M.) vom Piz d'Immez (3033 m ü. M.) getrennt. Die Fuorcla Cornet bildet das Ende des Val Cristanas, das sich von der Scharte Richtung Nordosten erstreckt und ein Seitental des Val d’Uina darstellt. Im Westgrat ragt mit dem Piz Cornet (2971 m ü. M.) ein markanter Vorgipfel auf. Der Ostgrat verbindet den Piz Cristanas mit dem Piz Rims (3067 m ü. M.).

## Besteigung
Der übliche Anstieg erfolgt von Osten, von der Fuorcla Sesvenna (2819 m ü. M.), mit Überschreitung der Gipfel Schadler (2948 m ü. M.) und Piz Rims (3067 m ü. M.). Die Begehung des Grats ist unschwierig, vom Schadler zum Piz Rims verliert man weniger als 50 Meter Höhe, ab dem Piz Rims befindet man sich immer oberhalb von 3000 Metern. Die Fuorcla Sesvenna kann man einerseits von der Südtiroler Seite durch das Schlinigtal und über die Sesvennahütte erreichen, zudem vom Unterengadin von S-charl durch das Val Sesvenna. Von der Sesvennahütte benötigt man zum Gipfel ungefähr 3½ Stunden, von S-charl aus sind 4½ Stunden einzuplanen.